# AK-47
AK-47 (rusko Автомат Калашникова, Avtomat Kalašnikova) je ruska jurišna puška kalibra 7,62x39, ki jo je za potrebe Rdeče armade leta 1947 razvil Mihail Timofejevič Kalašnikov. Razvoj puške, ki je temeljil na osnovah znamenite nemške puške StG 44, se je začel proti koncu druge svetovne vojne, prva testiranja pa so bila opravljena leta 1946. Naslednje leto je bila puška že predana prvim enotam Rdeče armade. Leta 1949 je postala glavna jurišna puška Rdeče armade nekaj let pozneje pa so jo v uporabo uvedle tudi države Varšavskega pakta. Zaradi svoje vzdržljivosti, nizke proizvodne cene, enostavnega vzdrževanja in uporabe je postala glavna izbira številnih vojsk ter uporniških, revolucionarnih in terorističnih skupin po vsem svetu. Do danes je bilo na svetu izdelanih točno 75 milijonov pušk AK-47 in več kot 100 milijonov njenih kopij, kar puško AK-47 uvršča med najbolj popularno in najbolj razširjeno puško na svetu.

## Zgodovina razvoja
Med drugo svetovno vojno so Nemci spoznali, da večina bojev poteka na razdaljah okoli 300 m kar je bila prekratka razdalja za dotedanje repetirke. Zato so razvili brzostrelke kot je bila npr. nemška MP-40. Slabost teh orožij je bila draga izdelava, kratek domet in velika nenatančnost za razdalje večje od 100 m. Da bi odpravili te pomanjkljivosti so razvili prvo jurišno puško Sturmgewehr 44 (StG 44), ki je postavila temelje sodobnih jurišnih pušk.
Do podobnega zaključka kot Nemci so prišli tudi Rusi. Ti so takrat uporabljali velike količine raznovrstnega orožja. Najbolj pogosto se je uporabljala že obupno zastarela vendar izredno zanesljiva Mosinka, nato pa še celo kopico brzostrelk (PPD, PPŠ, PPS ...), ki pa so imele enake probleme kot nemške. Problem so nekako poizkušali rešiti z polavtomatskimi puškami AVS in SVT vendar se puški zaradi drage izdelave in nezanesljivosti na bojišču nista odnesli. Da bi odpravili problem so sredi vojne vihre razpisali natečaj za novo puško pehote, ki bi jo bilo mogoče učinkovito uporabljati tako na kratke kot dolge razdalje uporabljala pa bi naboj kalibra 7,62x39 mm. Na natečaj se je poleg znanih sovjetskih orožarskih konstruktorjev prijavil tudi Mikhail Kalashnikov, ki je ravnokar okreval od bojnih ran. Na natečaju s svojo puško ki se je zgledovala po M1 Garand ni zmagal, glavno nagrado je pobral že uveljavljeni konstruktor Simonov s svojo puško SKS (na Slovenskem bolje znano kot papovka). Čeprav je bila zmagovalna puška odlična in je ustrezala zahtevam v skoraj vseh pogledih je bila rešitev le začasna. Za povojno obdobje je Rdeča armada potrebovala polnokrvno jurišno puško, zgled je bil nemški StG 44. Pred koncem vojne so se pojavili prvi prototipi, ki pa so se ubadali s celo kopico tehničnih težav zato jih je komisija razglasila za premalo dodelane in zato neuporabne. Po vojni se je komisija na novo sestala, da bi pregledala in ocenila nove stvaritve orožarskih mojstrov. Med kopico orožja je izstopala AK-1 konstruktorja Kalashnikova. Njegova izredno zanesljiva avtomatska puška, ki je delovala na odvod smodniških plinov in je imela 30 strelni okvir je med testiranji dobesedno pometla s konkurenco. Po manjših izboljšavah, ki so še povečale njeno zanesljivost je bila puška leta 1947 predana prvim enotam Rdeče armade. Tam se je odlično izkazala zato je leta 1949 postala glavna jurišna puška Rdeče armade z oznako AK-47.

## Konstrukcija
Danes je malokomu znano, da je AK-47 pravzaprav hibrid treh različnih orožij: polavtomatske puške M1 Garand, puške Remington Model 8 in nemškega StG 44. Orožje je zasnovano iz kar se da preproste in kompaktne konstrukcije, ki omogoča hitro in poceni proizvodnjo. Njena preprosta kovinsko-lesena konstrukcija omogoča tudi enostavno uporabo in vzdrževanje v vseh vremenskih razmerah. Verjetnost, da pride do zastoja pri veliki količini izstreljenih nabojev je zmanjšana z velikim plinskim batom ter relativno velikimi tolerancami med gibljivimi deli. Posledica velikih toleranc je majhna natančnost na večje razdalje. To pomanjkljivost so Rusi odpravili z ustrezno pehotno taktiko pri kateri natančnost streljanja ne igra tako veliko vlogo, bistveno pa je število krogel v zraku. Kar pomeni, da bo v bitki zmagal tisti, ki bo na nasprotnika izstrelil čim več nabojev v čim krajšem času. V prid tej taktiki govori tudi selektor ognja, ki ima tri različne položaje. V prvem položaju je orožje zaklenjeno in z njim ni možno streljati, ta položaj hkrati služi tudi kot zaščita zaklepišča pred prahom in ostalo umazanijo, drugi položaj omogoča avtomatsko delovanje, tretji položaj pa polavtomatsko delovanje. Če npr. pogledamo izredno natančno puško M16, ki velja za največjega nasprotnika AK-47 je vrstni red med avtomatskim in polavtomatskim delovanjem obrnjen. Kako robustna je AK-47 nam pove tudi življenjska doba ki se giblje med 20 in 40 let, odvisno od okolja v katerem se orožje uporablja.
Merki so mehanski. Zadnji merek je nastavljiv in kalibriran na vsakih 100 m, omogoča merjenje po smeri, sprednji merek je fiksen in omogoča merjenje po višini. Do tristo metrov uporabniku ni potrebno nastavljati merkov. Pri večjih razdaljah se po navadi uporablja rafalni ogenj. Ležišče naboja, cev, plinski bat in plinska komora so kromirani, s tem se podaljša življenjska doba orožja in zmanjša čas vzdrževanja. Med razvojem se je kromiranje izkazalo kot nujno saj je med zgorevanjem smodnika (še posebej je bil nevaren ruski smodnik in smodnik iz držav Varšavskega pakta) nastajal koroziven kalijev klorid (KCl), ki je neusmiljeno uničeval notranje dele orožje. Orožje se polni z okvirjem po trideset nabojev (obstaja tudi okvir s 60 in 100 naboji). Okvir je izdelan iz stisnjene pločevine, njegovo ustje je ojačano kar pripomore k večji zanesljivosti.
Puška uporablja strelivo 7,62x39. To ima ob izhodu iz cevi hitrost 710 m/s in energijo 1.966 J. Krogla je težka 7,8 gramov, njen efektivni doseg pri uporabi puške pa je okoli 400 m.

## Delovanje
AK-47 deluje v dveh načinih. Prvi način je avtomatsko delovanje, drugi način je polavtomatsko delovanje. Prvi način je tudi osnovni način delovanja puške. Pred začetkom streljanja je potrebno v orožje vstaviti magazin. Nato orožje odklenemo tako, da selektor ognja premaknemo navzdol (izberemo lahko avtomatski način v srednji legi ali polavtomatski način v skrajni spodnji legi). Sledi polnjenje orožja, to naredimo tako da povlečemo napenjalno ročico nazaj, ko je ta v zadnjem položaju jo spustimo da skoči naprej. S tem napnemo udarno iglo, zaklep iz okvirja pa pobere naboj in ga potisne v ustje cevi. Sedaj je orožje pripravljeno na strel. Ko pritisnemo na sprožilec sprostimo napeto udarno iglo, ki udari po netilki naboja. Ta sproži smodniško polnjenje, pri gorenju nastanejo plini, ki kroglo naboja potisnejo po cevi. Na koncu cevi je luknjica skozi katero se odvzame del smodniških plinov. Ti plini so speljani do plinskega bata, ki ga pri svojem širjenju potisnejo nazaj. Premikajoči se bat potisne nazaj zaklep, ta med premikanjem nazaj iz cevi izvleče prazen tulec in ga izvrže, pritem se napne tudi udarno sprožilni mehanizem. Povratna vzmet v zadnjem delu orožja poskrbi da se zaklep vrne v prednji položaj pritem pa iz okvirja pobere nov naboj in ga potisne v cev. Cikel se nato ponovi. Razlika v avtomatskem in polavtomatskem načinu delovanja je v tem, da se pri avtomatskem načinu delovanjem ob enem pritisku na sprožilec cikel ponovi tolikokrat kolikor je nabojev v cevi. Pri polavtomatskem delovanje pa se z enim pritiskom na sprožilec cikel izvede le enkrat.

## Izvedbe puške
- AK-47 1948–51, 7,62x39mm-Ena izmed prvih verzij puške. Njeni primerki so danes redki.
- AK-47 1952, 7,62x39mm—Ima leseno kopito in sprednje držalo. Cev in zaklepišče sta kromirani zaradi korozije. Orožje je težko 4,2 kg.
- AKS-47—Dodan je usmerjevalec tulcev in podklopno kopito za uporabo v zaprtih prostorih ali za delovanje iz oklepnih vozil.
- RPK, 7,62x39mm—Lahki puškomitraljez, z daljšo cevjo in nožicami.
- AKM, 7,62x39mm—Izboljšana verzija puške AK-47 iz petdesetih let dvajsetega stoletja.
- AK-74 serija, 5,45x39mm
- AK-100, razni kalibri (5.56x45, 5.45x39, 7.62x39)
- AK-200
- Saiga polavtomatska puška – Verzija za civilno uporabo in lov.
- Saiga-12 – Šibrovka, izdelana za civilni trg in lov.
- KSK - Šibrovka, izdelana za vojaško uporabo.

### Proizvodnja izven Sovjetske zveze/Rusije
| Država                        | Verzije |
| Albanija                      | |
| ----------------------------- | --- |
| Albanija                      | Automatiku Shqiptar tipi 1982 (ASH-82) Albanska avtomatska puška tip 1982 (kopija kitajske različice tip 56, )                        |
| Albanija                      | Tip C ostrostrelna puška |
| Bolgarija                     | AKK (tip 3 AK-47), AKKS |
| Bolgarija                     | AKKMS (AKMS) AKKN-47 (z nočnogledom)                                                                                                  |
| Bolgarija                     | AK-47M1 (tip 3 s plastičnim ohišjem)                                                                                                  |
| Bolgarija                     | AK-47MA1/AR-M1 (enaka kot -M1, samo v kalibru 5,56 mm NATO)                                                                           |
| Bolgarija                     | AKS-47M1 (AKMS v kalibru 5,56x45 mm NATO), AKS-47MA1 (enako kot AKS-47M1, deluje samo v polavtomatskem načinu)                        |
| Bolgarija                     | AKS-47S (AK-47M1, skrajšana verzija z vzhodnonemškim zložljivim kopitom in laserskim označevalcem)                                    |
| Bolgarija                     | AKS-47UF (skrajšana verzija -M1, rusko zložljivo kopito), AR-SF (enaka kot -47UF, v kalibru 5,56 mm NATO)                             |
| Bolgarija                     | AKS-93SM6 (podobna kot -47M1, na puški se ne da uporabljati metalca bomb)                                                             |
| Bolgarija                     | RKKS, AKT-47 |
| Ljudska republika Kitajska    | Tip 56 |
| Nemška demokratična republika | MPi-K (AK-47), MPi-KS (AKS), MPi-KM (AKM), MPi-KMS-72 (AKMS), KK-MPi Mod.69                                                           |
| Egipt                         | AK-47, AKM, Maadi |
| Etiopija                      | AK-47, AK-103 (domača izdelava pod oznako Et-97/1)                                                                                    |
| Madžarska                     | AK-63 D/E (AMM/AMMSz), AKM-63, AMD-65, AMD-65M, AMP, NGM 5,56                                                                         |
| Irak                          | Tabuk ostrostrelna puška, Tabuk jurišna puška (z fiksnim in zložljivim kopitom, kopija jugoslovanske M70), Tabuk kratka jurišna puška |
| Indija                        | Jurišna puška 7,62 mm, puško je izdelal Ordnance Factories Organisation                                                               |
| Iran                          | KLS (AK-47), KLF (AKS), KLT (AKMS) |
| Izrael                        | IMI Galil |
| Finska                        | RK 62, RK 95 TP |
| Makedonija                    | M70, M70A, M70B1, M70AB2, M76 |
| Nigerija                      | OBJ-006 |
| Severna Koreja                | Tip 58A (Tip 3 AK-47), Tip 58B (zložljivo kopito), Tip 68A (AKM-47) Tip 68B (AKMS), Tip 88 (AKS-74)                                   |
| Pakistan                      | PK-10 (kopija AK47/AKM) |
| Poljska                       | pmK/kbk AK |
| Romunija                      | PM md. 63 (AKM), PM md. 65 (AKMS), PM md. 90 (AKMS, AIMS-74 (izvozna verzija)                                                         |
| Romunija                      | PA md. 86 (AK-74), AIMS-74 (izvozna verzija)                                                                                          |
| Romunija                      | PM md. 90 kratka cev (AK-104), PA md. 86 kratka cev (AK-105), AIMR (izvozna verzija)                                                  |
| Srbija                        | M92, M21 |
| Južna Afrika                  | Jurišna puška R4 |
| Sudan                         | MAZ, zasnovana na tipu 56 |
| Vietnam                       | kitajski tip 56 |
| Venezuela                     | Trenutno še ni v proizvodnji. |
| Jugoslavija                   | M60, M64 (AK-47 z daljšo cevjo), M64A (s tromblonom), M64B , M66, M70, M70A, M70B1, M70AB2, M76, M77                                  |

## Uporabniki
- Afghanistan[14]
- Albanija[15]
- Alžirija[15]
- Angola[15]
- Armenija[15]
- Bangladeš[15]
- Benin[15]
- Bocvana[15]
- Bolgarija[15] Bolgarska verzija puške pod oznako AR-M1 v kalibru 7,62x39mm & 5.56x45mm[16][17]
- Kambodža[15]
- Cape Verde[15]
- Srednjeafriška republika[15]
- Čad[15]
- Čile[18]
- Komori[15]
- Republika Kongo[15]
- Kuba[15]
- Demokratična republika Kongo[15]
- Egipt[15]
- Namibija[15]
- Nemška demokratična republika[19]
- Ekvatorialna Gvineja[15]
- Etiopija: Tip 56[15]
- Gabon[15]
- Gruzija:[15] Gruzijska vojska je puško uporabljala več kot 15 let. Leta 2008 jo je nadomestila M4.[20]
- Grčija: Protiteroristična enota grške policije.[21][22]
- Gvineja[15]
- Gvineja Bissau[15]
- Gvajana[15]
- Madžarska[15]
- Indija[23]
- Indonezija[24]
- Iran[15]
- Irak[14][15]
- Izrael[15]
- Laos[15]
- Lesoto[15]
- Liberija[15]
- Libija[15]
- Makedonija[25]
- Madagaskar[15]
- Mali[15]
- Malta: Tip 56[15]
- Maroko[15]
- Mongolija[15]
- Mozambik[15]
- Severna Koreja: Tip 56 in Tip 58 [15]
- Slovenija: Zastava M70
- Pakistan: Tip 56 [26]
- Ljudska republika Kitajska: Tip 56 [27]
- Peru[15]
- Filipini[28]
- Poljska[19]
- Katar[15]
- Romunija[15]
- Sao Tome in Principe[15]
- Saudova Arabija[29]
- Sejšeli[15]
- Sierra Leone[15]
- Somalija[15]
- Južna Afrika
- Sovjetska zveza Sovjetska zveza je puško začela uporabljati leta 1951.[27]
- Šrilanka: Tip 56[15]
- Sudan[15]
- Sirija[15]
- Tanzanija[15]
- Togo[15]
- Turčija[15]
- Vietnam: Tip 56 je pogosto uporabljal Viet Kong.[27]
- Jemen[15]
- Jugoslavija: Različica Zastava M70.[19]
- Zambija[15]
- Zimbabve[15]

## Kulturni vpliv
Med hladno vojno sta Sovjetska zveza in Ljudska republika Kitajska številne države po vsem svetu zalagali z orožjem, med katerim je najbolj izstopala AK-47. Glavni razlog zakaj je puška postala tako razširjena, je predvsem v njeni ceni in enostavni izdelavi ter uporabi. Puško je bilo mogoče izdelati in popravljati v vsaki malo bolj opremljeni strojni delavnici. S tem se za izdelavo bolj zahtevno NATO-vo orožje ni moglo primerjati. NATO-vo orožje so večinoma uporabljale redne vojske zahodnih ali zahodno usmerjenih držav, medtem ko so AK-47, poleg držav varšavskega pakta, uporabljale številne afriške, bližnjevzhodne in azijske države. AK-47 je bila še posebej priljubljena med različnimi osvobodilnimi, uporniškimi in terorističnimi skupinami. Njene dobre plati so spoznali tudi na zahodu tako, da je puška postala osnova za številne nove zahodne puške, kot sta npr. izraelski Galil in švicarski SIG 550. Zanimivo je, da so ZDA med sovjetsko-afganistansko vojno Mudžahedine zalagale s puškami Tip 56 (kitajska kopija ruske AK-47).
Skozi desetletja je puška postala simbol uporništva in revolucije. Njeno podobo je moč videti v državnih grbih Mozambika, Zimbabveja in Vzhodnega Timorja ter starem grbu Burkina Fasa. Prepoznati jo je možno tudi v znakih paravojaških organizacij, kot sta Hezbolah in Iranska revolucionarna garda. Na zahodu puško povezujejo predvsem z hladno vojno in terorizmom, ki je postal največji sovražnik ZDA in njihovih zaveznic. Po padcu železne zavese leta 1991, so Rusija in bivše države Varšavskega pakta na široko odprle vrata svojih skladišč, kar so izkoristili številni preprodajalci orožja. Puška je tako postala dostopna bolj kakor kadarkoli prej.
Puška je prišla tudi v zelo znano pesem Gorana Bregovića "Kalašnikov".